# 二行芥
二行芥（学名：Diplotaxis muralis），为十字花科二行芥属下的一个植物种。